# اکراه (زبان‌شناسی)
اکراه یا تردید (به انگلیسی: hedge) در زبان‌شناسی به معنی استفاده از واژه‌ها یا عباراتی برای نشان دادن عدم تمایل به نقض اصول گرایس است. اکراه همچنین می‌تواند به گویشوران و نویسندگان اجازه دهد ابهام در معنا و ویژگی را معرفی کنند یا از بین ببرند.